# Abel Camará
Abel Issa Camará (Bissau, 6 gennaio 1990) è un calciatore guineense con cittadinanza portoghese, attaccante dell'Oriental Lisbona.

## Caratteristiche tecniche
Gioca come prima punta.

## Carriera

### Club
Comincia la sua carriera professionale con il Belenenses.

### Nazionale
Conta 5 presenze con la maglia della nazionale guineense.